# Communio (Zeitschrift)
Die Internationale katholische Zeitschrift Communio (IKaZ, IKZ, Int Kath Z; Eigenschreibweise in Großbuchstaben COMMUNIO) ist eine Zeitschrift für katholische Theologie, die 1972 von Hans Urs von Balthasar, Joseph Ratzinger, Karl Lehmann sowie von Franz Greiner, Otto B. Roegele, Albert Görres und Hans Maier begründet wurde. Sie wird seit 2024 bei Herder verlegt. Schriftleiter ist Jan-Heiner Tück.

## Charakteristik
Die Zeitschrift, die inzwischen in acht Sprachen (u. a. Deutsch, Englisch, Spanisch) und neben den deutschsprachigen in sechzehn weiteren Ländern veröffentlicht wird, gilt als eine der wichtigsten katholisch-theologischen Zeitschriften.
Sie wird als eine theologische Zeitschrift geführt, gilt aber gleichzeitig als Kulturzeitschrift.
Communio ist von der Zeitschrift Concilium zu unterscheiden, die 1965 gegründet wurde.

## Geschichte
Die Redaktion der spanischsprachigen Ausgabe initiierte im Juli 1985 in Los Andes in Chile eine Studienwoche lateinamerikanischer Theologen, die der Befreiungstheologie kritisch gegenüberstanden. Ihre abschließende Erklärung (Declaración de Los Andes) fand in Lateinamerika ein starkes Echo, jedoch nicht in Europa.
Schriftleiter der deutschen Ausgabe ist seit 2007 Jan-Heiner Tück, der seit 2010 als Professor für dogmatische Theologie an der Universität Wien lehrt. Den Redaktionsbeirat bilden Andreas Bieringer, Michael Gassmann, Anton Schmid, Christian Stoll und Holger Zaborowski (Oktober 2023). Seit dem Bestehen der Zeitschrift wird sie durch den Verein der Freunde und Förderer von Communio e. V. unterstützt.
Seit 2024 wird die deutsche Ausgabe von Communio von Herder verlegt. Die Zeitschrift verließ den Schwabenverlag, um mit dem neuen Verlag das Digitalangebot auszubauen. Mehrere der Beiträge haben zu weiteren Debatten und Auseinandersetzungen geführt, so die Kritik Ulrich Greiners an den katholischen Akademien oder das Interview Christoph Schönborns über den deutschen „Synodalen Ausschuss“.

## Herausgeber und Redaktion
Die Herausgeber der Zeitschrift sind (2024): Franz-Josef Bormann, Rémi Brague, Hanna-Barbara Gerl-Falkovitz, Joachim Hake, Walter Kasper, Helmuth Kiesel, Hans Maier, Christoph Schönborn, Ludger Schwienhorst-Schönberger, Thomas Söding, Jan-Heiner Tück und Barbara Zehnpfennig.
Die Schriftleitung liegt bei Jan-Heiner Tück, die Online-Redaktion wird von Benjamin Leven verantwortet.
Als Kolumnisten der Onlineausgabe treten Paul-Henri Campbell, Christian Geyer, Ulrich Greiner, Johannes Hartl und Alina Oehler auf.